# カトリック夙川教会

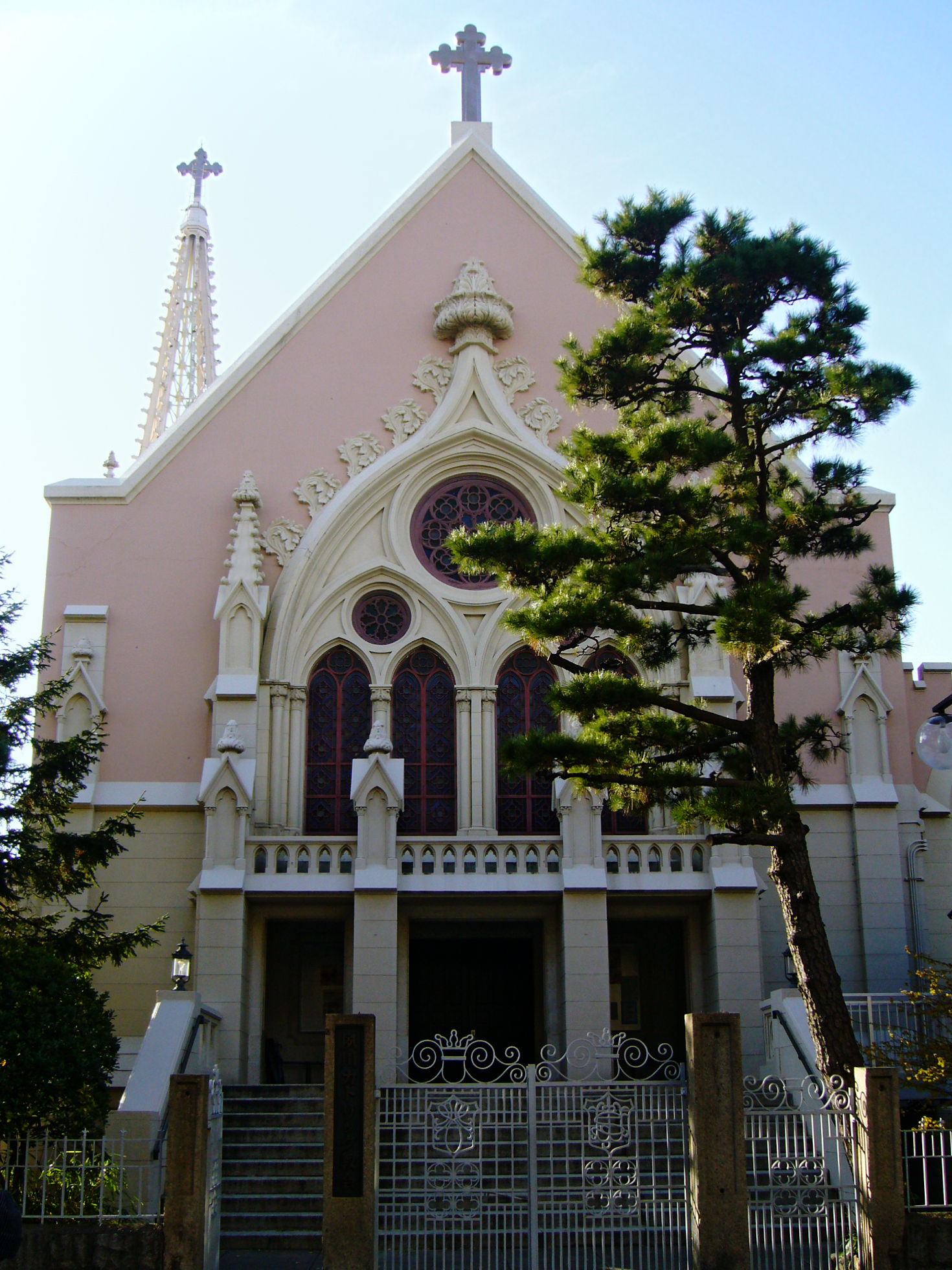
東側

カトリック夙川教会（カトリックしゅくがわきょうかい）は、兵庫県西宮市にあるキリスト教カトリック大阪大司教区の教会およびその聖堂。かつて大阪教区の臨時司教座が置かれていた旧司教座聖堂（カテドラル）である。信徒数は教区内で最も多い。

## 沿革
- 1921年 - 阪神間初のカトリック教会として発足。
- 1932年 - 夙川公園の傍にゴシック・リバイバル様式の壮麗な大聖堂（聖テレジア大聖堂）が落成。
- 1995年 - 阪神・淡路大震災によってパイプオルガンを失う。しかしその後も依然として古楽（バロック音楽）のコンサート会場として名高く、日本テレマン協会（コレギウム・ムジクム・テレマン）の教会音楽シリーズが定期的に催されている[2]。

## 建築概要
- 設計 - 梅本省三
- 竣工 - 1932年
- 構造 - RC造

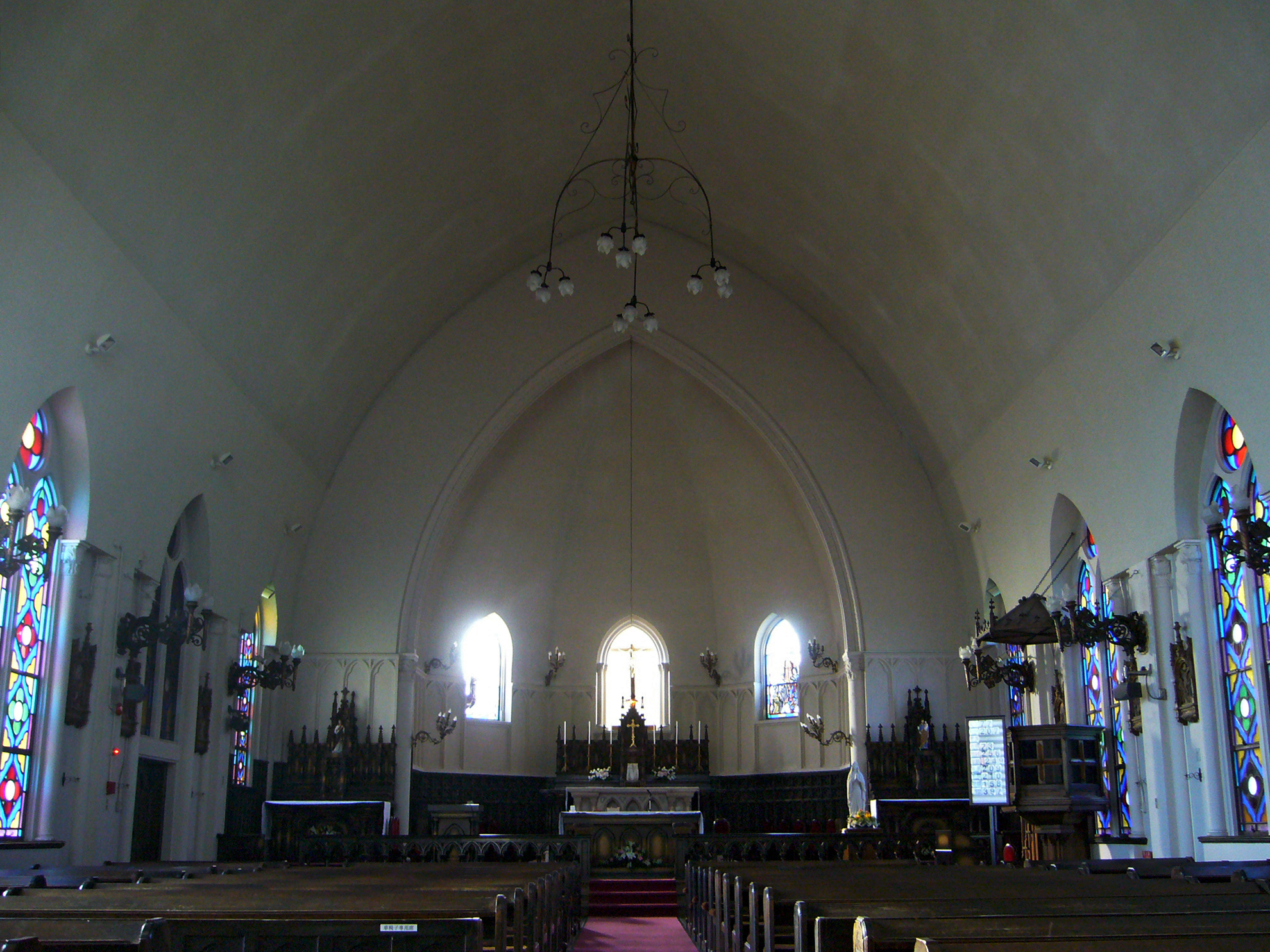
聖堂内
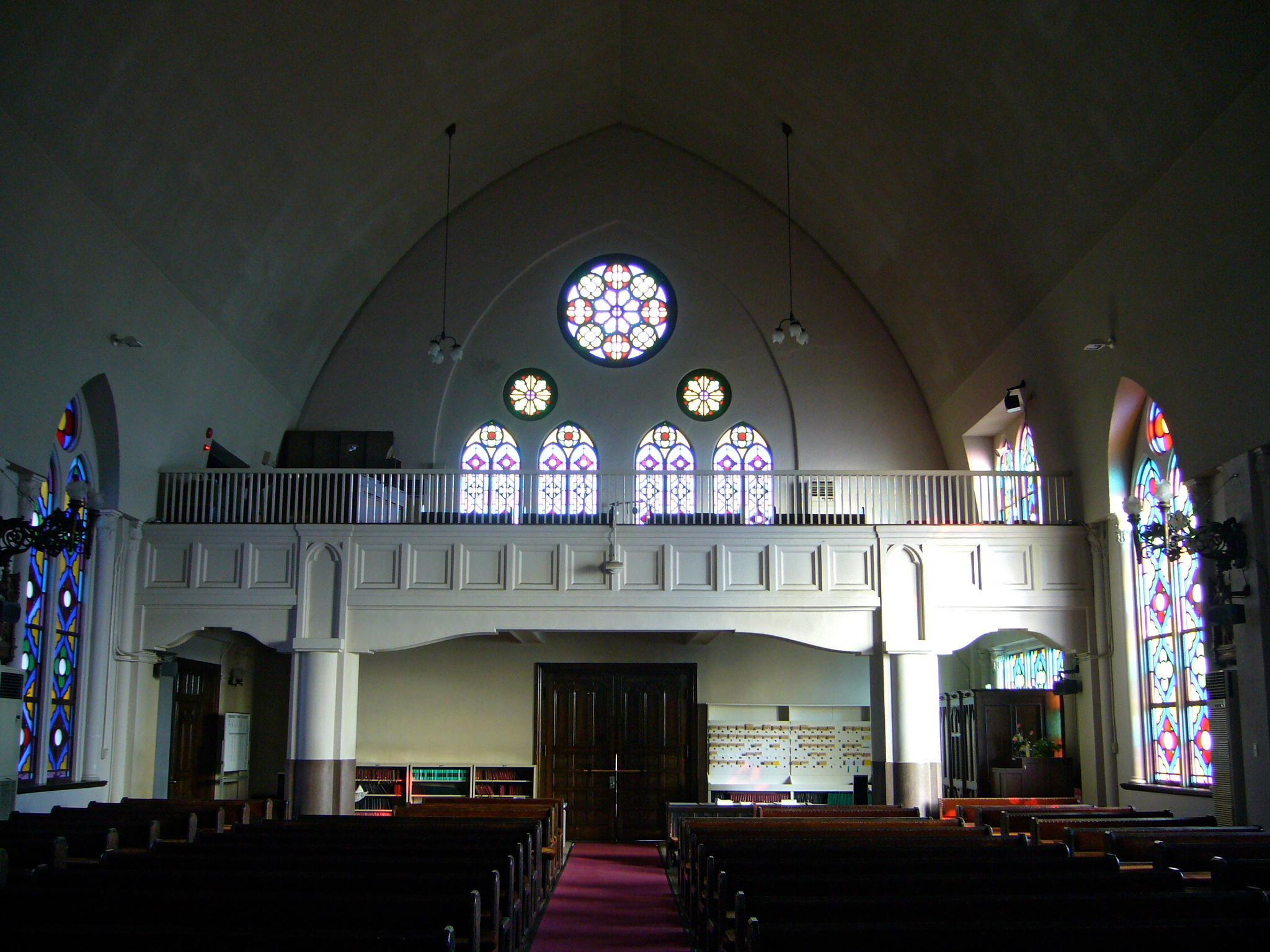
聖堂内
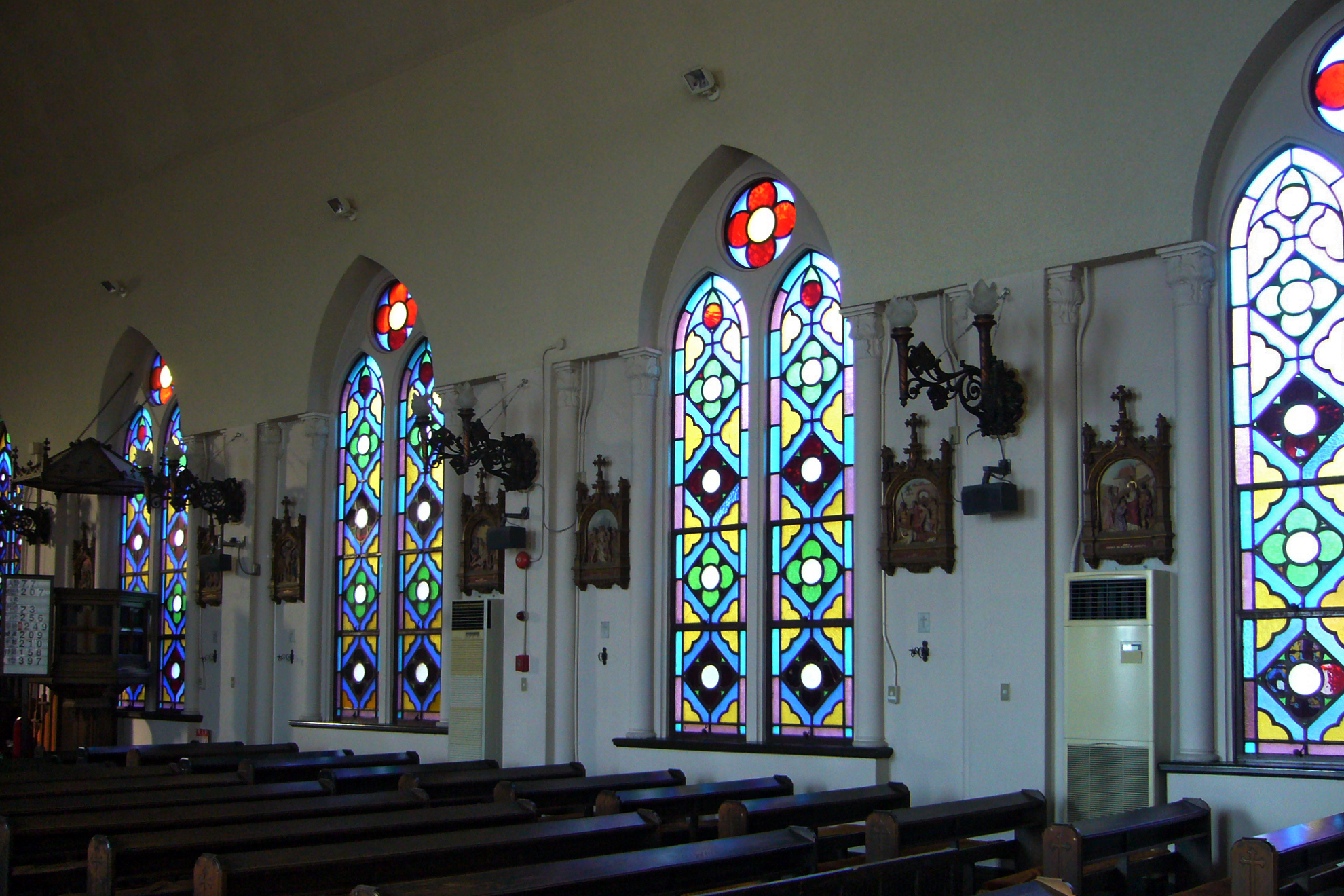
ステンドグラス窓
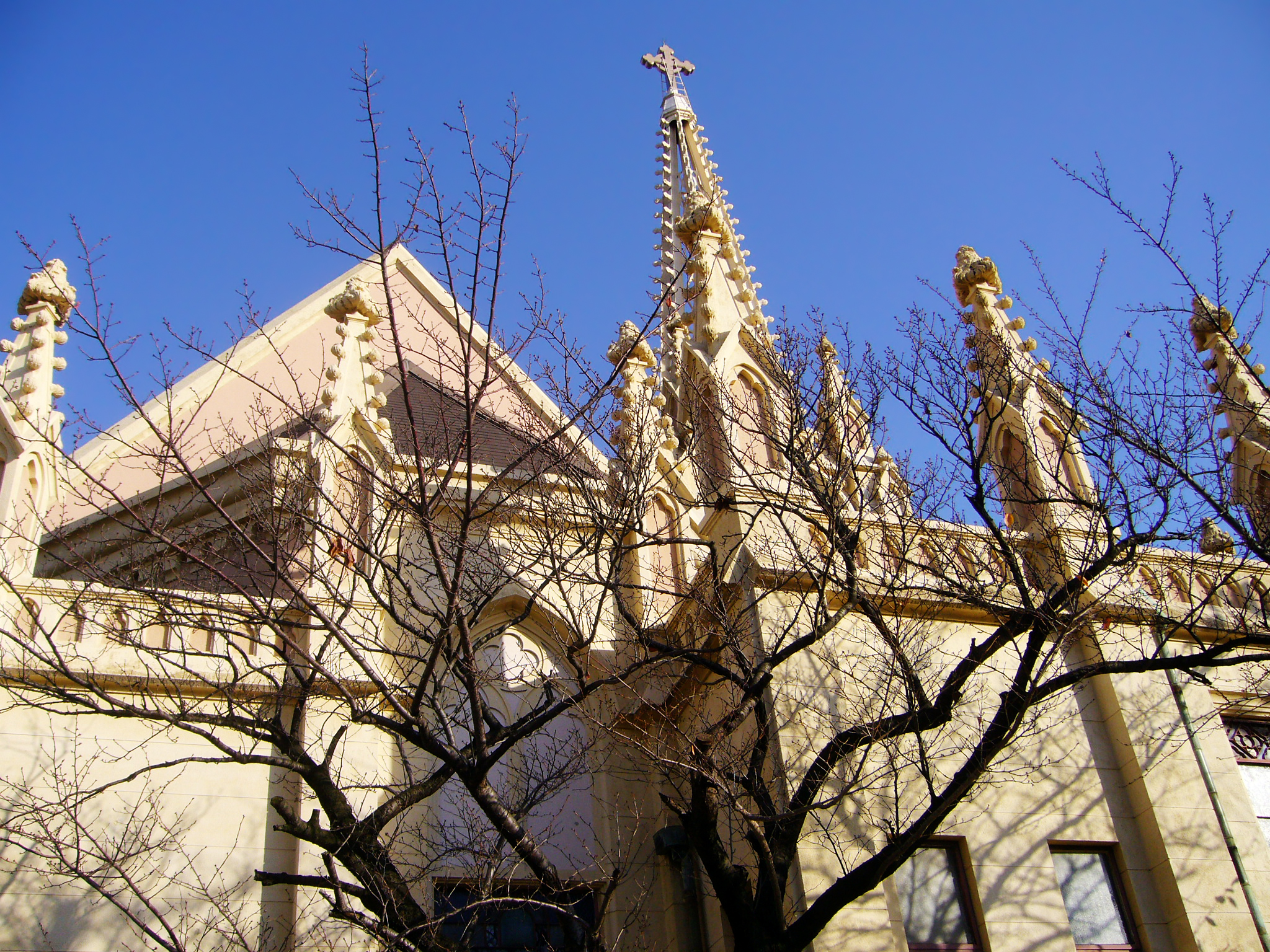
西側

## 所在地
- 〒662-0052 兵庫県西宮市霞町5-40[3]

## 交通アクセス
- 阪急電鉄（神戸本線・甲陽線） 夙川駅 徒歩5分
- JR神戸線（東海道本線） さくら夙川駅 徒歩10分
- 阪神本線 香櫨園駅 徒歩15分

## 周辺
- 夙川公園
- 辰馬考古資料館
- 西宮市大谷記念美術館
- 西宮神社
- 円満寺